# 릴리 레이브
릴리 레이브(Lily Rabe, 1982년 6월 29일 ~ )는 미국의 배우이다. 연극 《베니스의 상인》(2010-11)으로 2011년 제65회 토니상과 제56회 드라마 데스크상의 연극 부문 여우주연상 후보에 동시에 올랐다.

## 출연 작품

### 영화
- 모나리자 스마일 (2003)
- 사랑의 레시피 (2007)
- 할리우드 폭로전 (2008)
- 올 굿 에브리씽 (2010)
- 세기의 매치 (2014)
- 더 베일 (2016)
- 미스 스티븐스 (2016) - 미스 스티븐스 역
- 바이스 (2018) - 리즈 체니 역
- 아메리칸 잡 (2019) - 샤론 프라이스 역
- 프랙처드 (2019) - 조앤 먼로 역
- SGT. 윌 가드너 (2019. Sgt. Will Gardner)
- 더 텐더 바 (2021)

### 텔레비전
- 뉴욕 특수수사대 (2005)
- 성범죄수사대: SVU (2006)
- 닙턱 (2008)
- 고스트 & 크라임 (2008)
- 세이빙 그레이스 (2010)
- 로앤오더 (2010)
- 굿 와이프 (2011-15)
- 아메리칸 호러 스토리: 저주받은 집 (2011)
  - 아메리칸 호러 스토리: 정신병자 수용소 (2012-13)
  - 아메리칸 호러 스토리: 마녀 집회 (2013-14)
  - 아메리칸 호러 스토리: 프릭 쇼 (2014)
  - 아메리칸 호러 스토리: 호텔 (2015-16)
  - 아메리칸 호러 스토리: 로어노크 (2016)
  - 아메리칸 호러 스토리: 종말 (2018)
  - 아메리칸 호러 스토리: 1984 (2019)
  - 아메리칸 호러 스토리: 더블 피처 (2021)
- 더 위스퍼스 (2015)
- 볼트론: 전설 속의 수호자 (2017-18) - 목소리
- 리전 (2018)
- 언두잉 (2020)
- 언더그라운드 레일로드 (2021)
- 맵다 매워! 지미의 상담소 (2023)
- 러브 & 데스 (2023)
- 무죄추정 (예정)